# Шморгун Петро Михайлович
Петро Михайлович Шморгун (1 січня 1921, село Осламів, Віньковецький район, Кам'янецька округа — 31 липня 1997) — радянський історик.

## Біографія
Доктор історичних наук, професор. Заслужений діяч науки УРСР.
Після закінчення Уманського педучилища поступив на історичний факультет Одеського педінституту, а після окупації України фашистами продовжив навчання у Середньоазіатському університеті в Ташкенті.  
У квітні 1942 р. пішов на фронт і брав участь у боях на Західному фронті. В 1943 - 1946 рр. навчався у військовій Академії зв'язку в Ленінграді. Нагороджений орденом Вітчизняної війни ІІ ступеня та багатьма медалями. 
Після демобілізації в 1948 р. закінчив історичний факультет Київського педагогічного інституту. А згодом аспірантуру при ньому.
У 1951 — 1968 співробітник Інституту історії партії ЦК Компартії України, заступник головного редактора «Українського історичного журналу» (1962 — 1965 рр. і 1967 — 1968 рр.).
У січні 1968 р. перейшов до Інституту підвищення кваліфікації викладачів суспільних наук при університеті ім. Т. Шевченка (згодом - Інститут післядипломної освіти університету). Обіймав посаду професора (1968, 1988-1992 рр.). У 1969-1988 рр. -  завідувач кафедри історичних дисциплін.   
Брав участь у створенні високо оцінених науковою громадськістю монографічних праць з проблем методології, історіографії, джерелознавства, методики викладання історії. До пера Шморгуна П.М.  належить понад 500 друкованих праць, в тому числі 11 індивідуальних монографій і 21 колективна. Ряд праць вийшли друком у зарубіжних країнах.   
Досліджував історію Комуністичної партії України та КПРС передреволюційного періоду.

## Основні праці
- «Большевистские организации Украины в годы первой русской революции, 1905 — 1907» (1955);
- «Ради роб. депутатів на Україні в 1905 р.» (1955);
- «В. І. Ленін і більшовицькі організації на Україні. 1907—1917 pp.» (1960);
- «Київ у трьох революціях» (1963);
- «Карл Маркс і Україна» (1968);
- «В. І. Ленін і Україна» (1969, у співавторстві).